# Homecoming!
Elmo Hope Sextet and Trio – Homecoming! ist ein Jazz-Album von Elmo Hope, aufgenommen in New York City am 22. (Sextett) und 29. (Trio) Juni 1961. Die Aufnahmen wurden zunächst auf dem Label Riverside Records veröffentlicht und erschienen später bei Fantasy und 1998 in einer erweiterten Fassung unter dem Titel The All-Star Sessions bei Milestone Records.

## Die Musik des Albums
Die Homecoming!-Session nimmt im Titel Bezug darauf, dass der Pianist und Komponist Elmo Hope nach einem längeren – kommerziell ziemlich erfolglosen – Aufenthalt in Los Angeles für Aufnahmen bei Orrin Keepnews’ Label Riverside Records nach New York gekommen war. Mit dabei waren seine Trio-Partner Percy Heath und Philly Joe Jones; zusätzlich bei der Session in Sextett-Besetzung, bei der eine Woche zuvor vier der sieben Titel der LP entstanden, wirkten der Trompeter Blue Mitchell sowie die beiden Tenorsaxophonisten Frank Foster und Jimmy Heath mit.

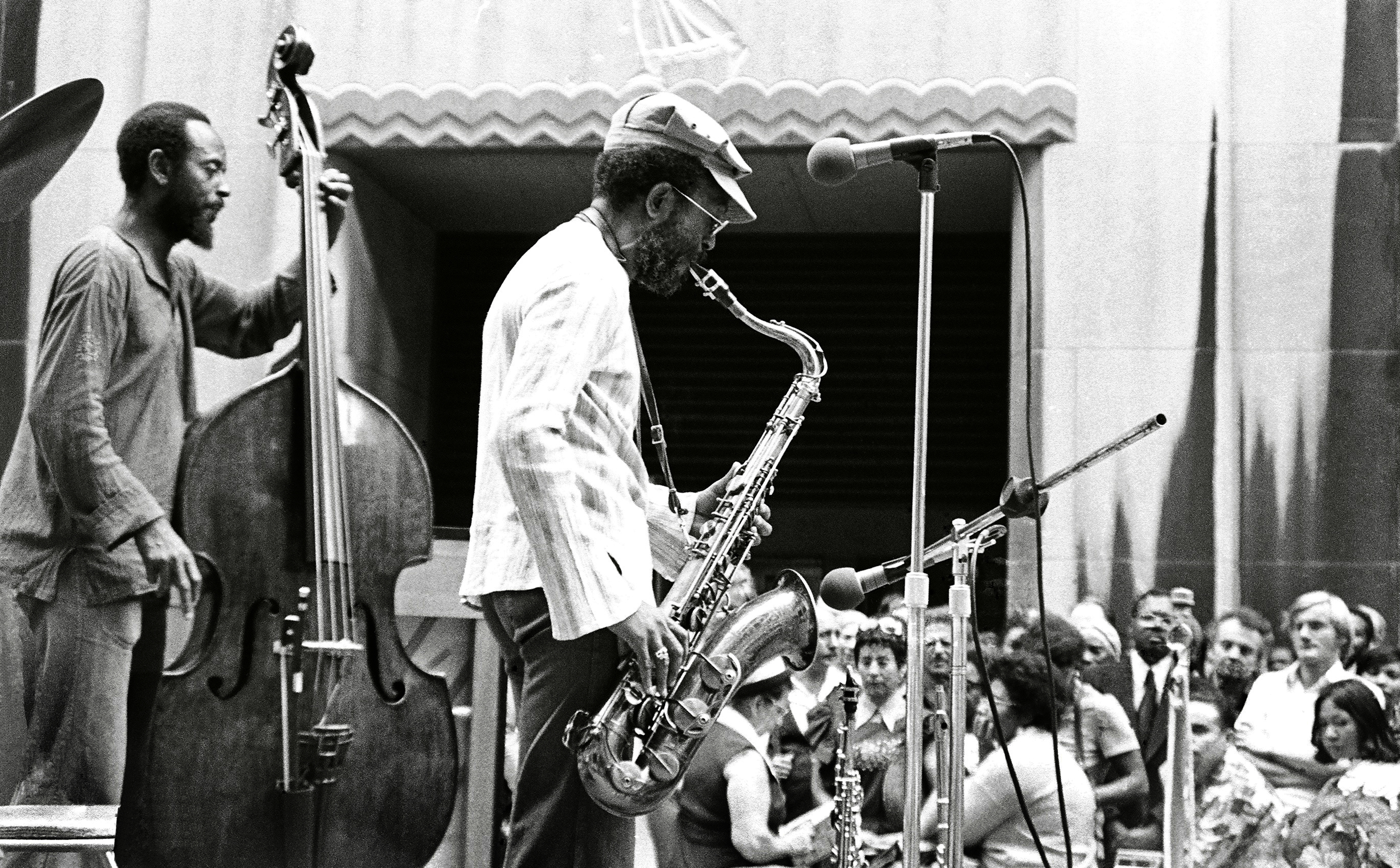
Percy und Jimmy Heath

Philly Joe Jones und Percy Heath waren bereits Anfang der 1950er Jahre Elmo Hopes Begleitmusiker gewesen, als dieser ein Album Blue Note Records einspielte (Trio and Quintet); ebenso hatten in dieser Zeit Percys Bruder Jimmy Heath und Blue Mitchell mit dem Pianisten aufgenommen. Für Frank Foster war es die erste Aufnahmesession außerhalb seiner Mitgliedschaft im Count Basie Orchestra; nach Ira Gitler demonstrieren daher diese Aufnahmen seinen musikalischen Reifungsprozess, wie auch Elmo Hope gewachsen sei, sodass Vergleiche mit Bud Powell nicht länger notwendig seien.
Das Album beginnt mit der Sextett-Nummer Moe Jr., die Elmo Hope seinem Sohn gewidmet hatte, eine fröhlich swingende Nummer, die man mit den Bop-Kompositionen Tadd Damerons assoziiert. Ira Gitler hebt in seinem Kommentar besonders die Komposition A Kiss for My Love hervor; sie sei „genau so harmonisch provokativ wie melodisch attraktiv.“ Auch die Changes gingen nicht immer in die erwartete Richtung, was das Stück in zunehmendem Maße interessant mache. Blue Mitchell spielt die melodische Hauptstimme, in den Soli folgen Hope, Foster und Jimmy Heath aufeinander. Als weiteren Höhepunkt bezeichnet Gitler die „düstere Schönheit“ von Eyes So Beautiful As Yours, in dem Jimmy Heath die Lead-Stimme übernimmt. Elmo Hopes Solo, zitiert Gitler den Kritiker John Tynan, drücke „die Essenz Hopes aus  […], eine Art bittersüßer Melancholie […]“.
Hope spielte eine Woche später in Triobesetzung seine vier Kompositionen La Berthe, Homecoming, One Mo’ Blues und Imagination; La Berthe war eine Reverenz an seine Frau Bertha Hope und rief nach Ira Gitler Assoziationen an die Jazz-Avantgarde hervor, ohne seine Fundierung zu verlieren. One Mo’ Blues ist ein Slow Blues; Imagination sei dessen persönliche Interpretation einer Standards-Ballade.

## Rezension
Allmusic vergab an das Album vier (von fünf) Sternen und merkte zu den Aufnahmen an,

“The Dameron-esque bop numbers sizzle and weave and the tenor work of Frank Foster is especially rewarding on the album’s bouncing opener, Moe, Jr., take four on the CD. The three ballads are equally fresh and less doom-ridden than comparable performances found elsewhere in his catalog. Expect fine performances by all. This great hard bop record is highly recommended.”

Richard Cook und Brian Morton bewerteten es mit 3½ (von vier) Sternen und lobten an diesem „sehr schönen Album“ die intelligenten Arrangements.
Brian Priestley hob das Album in der Elmo-Hope-Diskografie hervor und erwähnte unter dessen Kompositionen besonders das ungewöhnlich strukturierte La Bertha und das lyrische A Kiss for My Love.

## Liste der Titel
- Elmo Hope Sextet and Trio – Homecoming! (Riverside RLP 381, RS 9381; Original Jazz Classics OJCCD 1810-2)[A 1]
  1. Moe, Jr. (take 4) – 5:52
  2. Moe, Jr. (take 2) – 4:37 (alternate take)
  3. La Berthe – 3:10
  4. Eyes So Beautiful As Yours – 6:28
  5. Homecoming – 5:04
  6. One Mo’ Blues – 6:44
  7. A Kiss for My Love (take 5) – 5:29
  8. A Kiss for My Love (take 4) – 5:35 (alternate take)
  9. Imagination (Johnny Burke – Jimmy Van Heusen) – 6:39
- Alle anderen Kompositionen stammen von Elmo Hope.